# Queriote
Queriote - cidades. (em hebraico: קְרִיּוֹת, Kriyot)
1. Uma cidade no sul da Judeia (Josué 15:25). Judas Iscariotes provavelmente foi um nativo deste lugar e por isso seu nome Iscariotes. Ela foi identificada com as ruínas de el-Kureitein, em torno de 16.1 quilômetros do sul de Hebrom. (Ver Hazor)
2. Uma cidade de Moabe (Jeremias 48:24,Jeremias 48:41), chamada Quiriote (Amós 2:2)